# Золота лихоманка у Вікторії
Золота́ лихоманка у Вікто́рії — історичний період активного видобутку золота в австралійському штаті Вікторія, що почався 1851 року і тривав до самого кінця 1860-их років. У цей період сучасний штат Вікторія займав перше місце у світі з видобутку золота, а невеличке містечко Балларат, розташоване на північному сході штату, стало найбільшим центром видобутку золота.

## Загальна характеристика
Ініціатором пошуків золота в Австралії був відомий англійський геолог Р. Мурчісон, широко знаний як відкривач пермської системи (дослідження в Росії 1840—1841 рр.). Він обґрунтував геологічну схожість Великого Вододільного хребта Австралії з золотоносним Уралом і запевняв, що «знайдуть тут золото у великій кількості, якщо будуть шукати в наносних породах». Мурчісон кількаразово звертався до англійського уряду, закликаючи його допомогти в організації пошукових робіт. Здогадки вченого повністю підтвердились, хоча розвідка й відкриття коштовного металу були здійснені не державною, а приватною ініціативою.
Окремі знахідки золотих самородків фіксували в Австралії з 1823 р., але колоніальна влада (зокрема губернатор Дж. Гіпс), побоюючись наслідків відкриття золота в країні каторжних поселень, приховувала будь-яку інформацію з цього приводу. З іншого боку, в Австралії ще не було справжніх шукачів розсипного золота, а окремі частинки благородного металу, випадково вилучені з рідкісних кварцових жил, не давали надії на багаті родовища.
Знахідка золота неподалік від поселень Бічворт, Балларат і Бендіго призвела до виникнення у середині XIX століття, як і в американському штаті Каліфорнія у 1849 році, золотої лихоманки.
У період максимуму видобутку золота до казначейства Викторії, що знаходилось у місті Мельбурн, щотижня направлялось до двох тонн дорогоцінного металу. Родовища східної Австралії відрізнялися небувалою кількістю самородків. Вже в перше десятиріччя видобутку було знайдено десять самородків вагою понад 30 кг, зокрема найбільшими у світі стали «Жаданий прибулець» (вага близько 70 кг) і «Плита Холтерманна» (93,3 кг золота), що ще більше мотивувало нових золошукачів.
У ці роки Вікторія, економіка якої цілковито базувалась на вівчарстві, отримала широку індустріальну базу. Було відмічено різке зростання чисельності населення, що, в свою чергу, призвело до дефіциту землі і соціальної напруженості серед землевласників, яка, урешті-решт, вилилась у повстання 1878 року.
Золота лихоманка стала поштовхом у розвитку Мельбурна та його передмість. У ці роки було збудовано розгалужену залізничну систему. Зміни торкнулись і політичної сфери: було надано виборче право чоловікам, введено таємне голосування, засноване на принципах чартизму. По мірі зменшення запасів золота все голоснішими ставали заяви про необхідність проведення земельної і політичної реформ, введення протекціоністських заходів. Зростала і соціальна напруженість. У 1857 році Земельний з'їзд вимагав здійснення земельних реформ. Поступово Мельбурн став одним з найбільших міст Британської імперії і всього світу.
1854 року в регіоні з'явились перші китайські поселенці. Їх присутність на золотих копальнях у районах Бендіго, Бічворта і Брайта призвела до заколотів, введення в'їзних податків та вбивств, а згодом і до формування «політики білої Австралії».
Таким чином, золота лихоманка у Вікторії стала революційною подією в історії всієї Австралії, призвела до корінних змін у громадській та політичній сферах життя Вікторії.

### Перебіг подій
Перше розсипне алювіальне родовище було знайдене 1851 р. у Новому Південному Уельсі. Його відкрив старатель Едвард Харгрівс, який безуспішно шукав золото в Каліфорнії, а повернувшись на батьківщину, переніс американський досвід пошуків на рідну землю й здійснив щасливі розвідки на річці Маккуорі (200 км західніше Сіднея). Перші копальні було названо на честь біблійної країни золота «Офір». Того ж 1851 р. в штаті Вікторія (Південно-Східна Австралія) було знайдене величезне розсипне родовище, що спричинило спалах нової золотої лихоманки, причому вже 1852 р. за кількістю золота Австралія, обійшовши Каліфорнію, вийшла на перше місце (46 % світового видобутку). Знахідки золотоносних розсипів та корінних родовищ мали подальший розвиток 1863 р., коли були виявлені родовища Квінсленда (долини річок Бойн і Палмер). У 90-х роках XIX ст. були знайдені золоті скарби Західної Австралії (зокрема величезне золоторудне поле Калгурлі), що розроблялися до 1963 р.
Звістка про винайдення австралійських золотих розсипів швидко облетіла світ, і вже 1851 р. у країну прибули понад 150 тис. старателів. Загалом золоті лихоманки збільшили населення континенту в три рази, а кількість мешканців штату Вікторія — у сім разів. Численні стоянки й наметові табори старателів розпорошились на значних територіях Східної Австралії. Розробка розсипних родовищ ускладнювалась тут нестачею води для промивання шліху, отже, здебільшого застосовували сухе збагачення золотоносного піску . Воно передбачало просівання уламкового матеріалу та відокремлення більш легкого піску й дрібних уламків порід від золота повітряним струменем, що утворювався ручним вентилятором. Таким способом можна було розробляти лише дуже багаті розсипи, тому воду шукали не менш ретельно, ніж золото .
Ось як описав Марк Твен у чудовій книзі подорожей «Екватором» події австралійської золотої лихоманки: «…там, де нині стоїть місто Балларат, були безлюдні лісисті землі, тихі й прегарні, як рай… 27 серпня 1851 року тут виявили колосальне родовище золота. Звістка про знахідки рознеслася миттєво — зі швидкістю блискавки облетіла всю земну кулю. Навряд чи історія знає місто, яке зажило світової слави так швидко. Ніби назва „Балларат“ раптом спалахнула на небі вогняними літерами й усі прочитали її одночасно… Протягом одного місяця в Мельбурні висадились сто тисяч чоловік, що прибули із Англії та інших країн, і вони наповнили копальні. Як дивно розживалися ці люди! Прибульці встигали збагатитися, доки розвантажувалось і знов завантажувалось їхнє судно… Верхній шар балларатської землі був повний золота… Потім почали глибокими шахтами спускатися вглибину в пошуках кам'янистих русел давніх річок і струмків — і знаходили їх… Зрештою дійшла черга до кварцових жил. Їх розробка — не для бідаків. Якщо ви вирішите добувати й дробити кварц, запасіться терпінням, витримкою та капіталами. Утворилися великі акціонерні товариства…»
Разом із старателями на пошуки золота прибували досвідчені геологи й гірничі інженери, яким вдалося виявити особливості австралійських родовищ і винайти корінні поклади. Було з'ясовано, що золотоносні родовища представлені новими й давніми розсипами, жильними родовищами, а також штокоподібними й пластовими покладами руд. Особлива увага приділялась скелястим пасмам Вікторії, що виявилися останцями, складеними золотовмісними кварцовими жилами, у яких знаходили самородки великих розмірів. Знайдені жили були частиною великої золоторудної зони, що об'єднувала родовища Бендіго і Балларат (приблизно за 100 км на північний захід від Мельбурна). Їх геологічна будова представлена світою увігнутих і випуклих складок сланців і пісковиків (т. зв. «сідлоподібна форма»), причому розташовані в склепіннях лінзи рудного кварцу вміщували сірчистий колчедан із самородним золотом. Родовища східної Австралії відрізнялися небувалою кількістю самородків. Вже в перше десятиріччя видобутку було знайдено десять самородків вагою більше 30 кг, зокрема найбільшими у світі стали «Жаданий прибулець» (вага близько 70 кг) і «Плита Холтерманна» (93,3 кг золота). Такі знахідки успішно використовували для переконання старателів і гірників з різних країн працювати саме в Австралії.

## Передумови
До 1840 року Мельбурну, що розташовано у південній частині Вікторії, виповнилось чотири роки з дня заснування. Чисельність населення міста, як і його околиць, продовжувала стабільно зростати і вже досягала близько 10 тисяч чоловік. У 1851 році було відзначено важливу подію в історії 29-тисячного Мельбурну: відбулось відокремлення від Нового Південного Уельсу і було утворено самостійну колонію Вікторія. За декілька тижнів на території новоутвореної колонії було знайдено перші родовища золота: Льюїс Мітчел та Вільям Маккей Абердин зробили відкриття у районі річки Андерсон неподалік від сучасного передмістя Мельбурну Варранд'єте, Джеймс Есмонд — у районі Кланс (у липні 1851 року), Томас Хічкок — у районі Бунійонг неподалік від Балларату (2 серпня 1851 року). Подальші відкриття призвели до зростання інтересу серед колоністів, викликавши, таким чином, золоту лихоманку.

## Результати
Доволі швидко розсипні родовища були значною мірою вичерпані, причому за десятиріччя з 1851 по 1860 рр. Австралія дала 829 т золота (майже стільки ж, як Північна Америка за весь час експлуатації родовищ). У подальшому розпочалася підземна розробка золота, причому вже наприкінці XIX ст. глибина розробок сягала 600 м. Чимало старателів з часом почали працювати гірниками на золотих рудниках. Середній видобуток золота в 90-ті роки XIX ст. становив близько 65 т на рік, причому більшу частину його як і раніше давали Вікторія та Квінсленд, де розробки тривали майже сторіччя.
У роки золотої лихоманки у Вікторії було відзначено різке зростання чисельності населення колонії. У 1851 році на континенті проживало 437 655 чоловік, з них 77 345 чоловік (або 18 %) — у Вікторії. За десятиріччя чисельність населення Австралії зросла до 1 151 947 чоловік, а колонії Вікторія — до 538 628 чоловік (близько 47 %).
Золота лихоманка наклала певний відбиток на архітектуру тутешніх міст (Мельбурну, Балларату, Бендіго, Арарату).
Серйозні наслідки мали місце і для світової економіки.